# Steinbach bei Fuschl
Steinbach ist eine Rotte in der Gemeinde Fuschl am See im Bezirk Salzburg-Umgebung im Land Salzburg.

## Lage
Steinbach liegt südöstlich von Fuschl am Ausgang des Ellmaubaches, der hier in den Fuschlsee mündet.

## Verbauung
Der Ort ist durch die Lage nahe dem See geprägt und verfügt über mehrere Hotels und Pensionen.

## Kultur und Sehenswürdigkeiten
- Vom nordöstlich über dem Ort liegenden Ellmaustein hat man eine gute Aussicht auf den See. Der Weg auf den Ellmaustein beginnt in Steinbach.[2]